# Jesper Haugaard
Jesper Haugaard (født 15. maj 1972 i Odense). Har været bassist i bandet Kim Larsen & Kjukken siden 23. september 2002. Han har tidligere været medlem af blandt andet bandet Kick The Kangaroo og Colorblind.
Hans lillebror, Mads Haugaard, er også musiker.